# 14,5 × 114 mm
El cartucho 14,5 × 114 mm (Cal .57) es un cartucho de ametralladora pesada y de fusiles antimaterial usados por las Fuerzas Armadas de países como la Unión Soviética, las naciones que anteriormente pertenecieron al Pacto de Varsovia, la Rusia moderna, y otras naciones.

## Historia
Originalmente desarrollado para los fusiles antitanque PTRS y PTRD, posteriormente sería adaptado para su uso en otro tipo de roles, con los acontecimientos tras la invasión alemana a Rusia y Ucrania, se hicieron nuevos estudios que mostrarían la alta eficacia en la capacidad de proyectil perforante de éste cartucho, así que se hizo un gran esfuerzo para desplegarlo en los campos de batalla de esa entonces. Con el fin de la guerra, siguió siendo válido como munición; y fue empleado tanto como para la serie de ametralladoras KPV, que forman la base de diferentes sistemas antiaéreos, como en los sistemas de ametralladoras de las series ZPU, así como en las torretas de los transportes de personal blindados de la serie BTR desde el BTR-60 hasta el BTR-90, y sus derivaciones; como los blindados ucranianos BTR-3/BTR-3U y BTR-4. En la actualidad es producido por diversas naciones, y es el estándar de uso para fusiles antimaterial en Rusia.

## Dimensiones del cartucho
El cartucho 14,5 × 114 mm tiene una capacidad en volumen líquido de 42,53 ml (655 granos H2O). En su exterior, la forma de la vaina le permite ser extraída de forma más eficiente en las armas que montan un sistema de cerrojo y en las ametralladoras a su vez, bajo las extremas condiciones de un campo de batalla.
Dimensiones máximas del cartucho 14,5 × 114 mm y su vaina. Todas las medidas en milímetros (mm).
Para el sistema de medidas norteamericano, se define el ángulo de inclinación en alpha/2 ≈ 22,50 grados. La tasa de rotación común en el estriado de los cañones que la usan es de 455 mm (1 en 17.91 pulgadas), 8 giros, Ø espacios = 14,50 mm, Ø estrías = 14.95 mm.
De acuerdo con las medidas proporcionadas por sus fabricantes el cartucho 14,5 × 114 puede soportar presiones por encima de los 360 MPa (52213 psi). En las pruebas hechas en los países regulados por las reglas de la C.I.P. en donde cada cartucho para fusiles de cacería ha de ser probado hasta superar el 125% de la capacidad máxima establecida pro el fabricante para el cañón del arma, así como su cajón de mecanismos, siendo estas medidas certificadas por la CIP; para que en caso de una sobrepresión se pueda aún usar por parte de civiles, y así mismo; autorizar su venta comercial.

## Tipos de munición
- BS

(Antiblindaje/incendiaria) Cartucho original, de uso antiblindaje. Su peso total, entre proyectil y la carga propulsora es de 64.4 gramos; y dispone de un núcleo de carburo de wolframio de 51 mm de largo (con un peso de 38,7 gramos), en conjunto de una carga explosiva adicional de 1,8 gramos, de tipo incendiario y adosado en el relleno. El cartucho en total pesa aproximadamente 200 gramos y su longitud es de alrededor de 155 mm. Su proyectil dispone de una velocidad de salida estimada en unos 1.006 metros por segundo, pudiendo penetrar hasta 40 mm de acero a un ángulo de 60 grados de incidencia a una distancia de 100 metros, o de 32 mm a una distancia de 500 metros.
- KKV

(Antiblindaje/incendiaria) Cartucho para uso en vehículos de transporte de personal. Su proyectil tiene un peso de 66,5 g. Cuenta con un núcleo de tungsteno, es de capacidad explosiva e incendiaria, gracias a sus componentes. Capaz de penetrar hasta 50 mm de acero laminado o su equivalente en blindaje añadido. Puede ser usado contra aeronaves así como contra blancos terrestres.
- B-32

(Antiblindaje/incendiaria) Cartucho con núcleo de acero templado, revestido de cobre. El proyectil tiene un peso de 64 g y una velocidad de salida estimada en 1.006 m/s. La capacidad de penetración hasta 500 m es de 32 mm de RHA a un ángulo de 90 grados.
- BZT

(Antiblindaje/incendiaria). Cartucho trazador, cuyo proyectil está revestido de cobre con núcleo de acero. Dicho proyectil pesa unos 59,56 g y su velocidad de salida es de 1.006 m/s. Las balas trazadoras de este tipo son visibles hasta unos 2.000 m de distancia.
- MDZ

Alto poder explosivo/Incendiaria) con bala de acción instantánea. Su proyectil tiene un peso de 59.68 g.
- ZP

Cartucho del tipo incendiario y trazador.

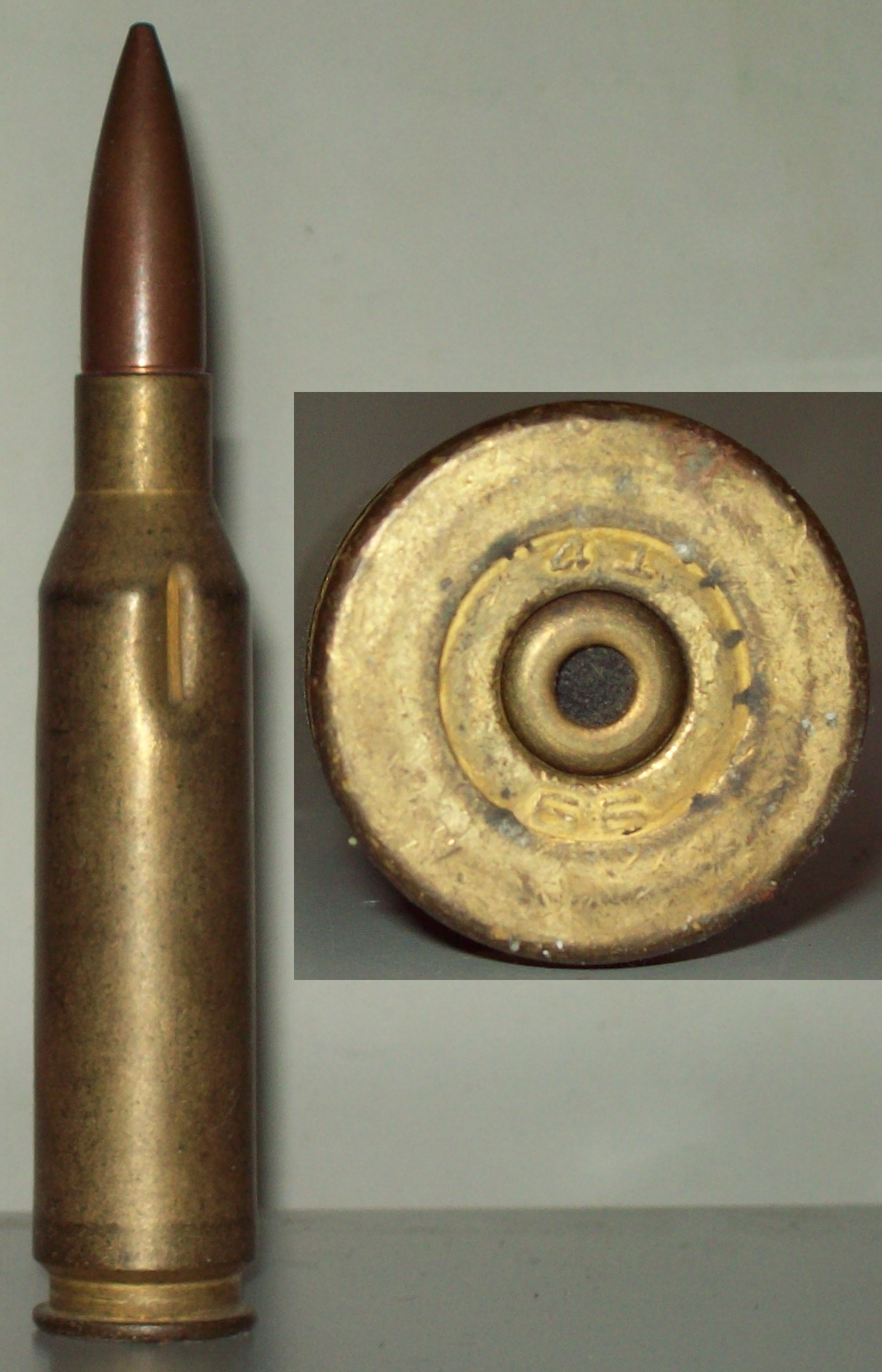
Cartucho 14,5 x 114 inerte, para entrenamiento.

Los cartuchos 14,5 x 114 mm tienen casquillos de acero laqueado y un fulminante de percusión. Algunos países también usan casquillos de latón y su acabado es brillante, sin ningún tipo de laqueado. La carga propulsora consiste en unos 28,8 g de pólvora sin humo dispuesta en siete tubillos, y la pólvora usada es designada como 5/7NA. Se conocen hasta dos diferentes versiones de bala. La versión inicial era del tipo convencional, recubierta de cobre, con núcleo de plomo y base troncónica. Esta tenía una gran banda de agarre, que ocasionaba un gran desgaste del cañón. En las versiones más recientes del cartucho no se ha vuelto a usar balas con dicha banda, disponiendo de una banda de menores dimensiones a partir de 1957.

## Fabricación
Los cartuchos 14,5 × 114 mm han sido manufacturados en sus primeras versiones en Rusia, y luego bajo licencia en Bulgaria, China, Egipto, Hungría, Irak, Corea del Norte, Polonia, Rumania, Kazajistán, y en la antigua Checoslovaquia. Hoy día solo Eslovaquia lo produce, ya que la República Checa al ser miembro de la OTAN produce ahora sus armas en calibres compatibles con los usados en dicho pacto, pero no así Eslovaquia, quien por razones de costos prefiere usar aún dicho calibre.

## Armas que emplean el 14,5 x 114
- Ametralladora Slostin (Variante de uso pesado)
- PTRD y PTRS-41 (fusiles antitanque)
- Ametralladora pesada KPV/KPVT
- Serie de sistemas antiaéreos ZPU
- Denel NTW-20
- Fusil antitanque Gepard
- 2×35 Inserted unified self-loading gun[3]
- Istiglal Ist-14.5
- Vidhwansak
- Ametralladora pesada Tipo 02/QJG 02[4]
- Truvelo SR-14.5
- Ametralladoras pesadas chinas Tipo 56 y Tipo 58
- PTRS-43 (fusil antitanque experimental)
- Fusil antihelicopteros Mambi